# I grandi successi di Miguel Bosé
I grandi successi di Miguel Bosé è un album discografico di Miguel Bosé, che raccoglie vari successi del cantante spagnolo.

## Versione in CD (1993)
A causa della progressiva scomparsa del vinile, soppiantato dai nuovi supporti tecnologici, a partire dalla metà degli anni '90, grazie all'avvento rivoluzionario del compact disc, che prevale via via sulle varie possibili alternative, con il titolo di I grandi successi di Miguel Bosé, si intende comunemente la versione digitalizzata in CD della seconda raccolta di successi ufficiale di Miguel Bosé. La casa discografica Columbia, che aveva acquisito i diritti sul materiale discografico realizzato dall'artista, tra il 1978 e il 1984, per la CBS, fa uscire questa collection di 16 brani in Italia, nel 1993, per via della prolungata assenza del cantante ispanico dalle platee italiane, e in vista dell'imminente uscita del successivo album di inediti sul mercato italiano, prevista per l'anno seguente (è difatti del 1993 il corrispondente album spagnolo "Bajo el signo de Caín"). Dopo la pubblicazione di Los chicos no lloran nel 1990, Miguel ritornerà infatti nella nostra penisola soltanto quattro anni dopo, con la versione italiana dell'album spagnolo del 1993, intitolata Sotto il segno di Caino, il cui primo singolo estratto, Se tu non torni, vincerà il Festivalbar del 1994.
Questa sua seconda raccolta non va confusa né con la sua primissima collection, quella del 1982, dal titolo simile, né tanto meno con quella uscita nel 2002, dal titolo pressoché identico (anche se diversa nel formato). Riguardo a quella del 1982, titolo simile a parte, le differenze sono comunque notevoli. Infatti, la prima retrospettiva, intitolata "Bravi ragazzi - I grandi successi di Miguel Bosé", contiene esclusivamente brani in italiano, che, pur essendo abbastanza o molto noti, non furono tutti veri e propri singoli o grandissimi successi (addirittura, il brevissimo brano di chiusura, "Buonanotte fiorellino", non è neanche un pezzo originale di Bosé, trattandosi invece di una cover, tratta dal repertorio del cantautore italiano Francesco De Gregori. Certo non manca qualche illustre eccezione, come il secondo 45 giri tratto da "Chicas!", Credo in te, o il Lato B di You can't stay the night, quella Ce la fai che apriva il 33 giri "Singolo" (da cui provengono entrambi i brani), e che divenne molto più famosa del suo Lato A, oppure un altro illustre Lato B, Ti amerò, che fu invece regolarmente promosso tanto quanto il suo Lato A (Olympic Games, che più del lato, per così dire, secondario non ebbe che la vittoria al Festivalbar), oppure, infine, il brano semititle-track, che dà a questa prima raccolta la parte principale e caratterizzante del titolo, Bravi ragazzi.
I grandi successi di Miguel Bosé, invece, cioè la seconda raccolta, del 1993, è di fatto un Greatest Hits, che, oltre a contenere pezzi cantati sia in italiano che in inglese, ripropone anche tutti i più grandi successi ottenuti da Bosé, in Italia, tra il 1978 e il 1984, tratti dai suoi primi cinque album italiani di studio ("Chicas!", "Miguel", "Singolo", "Milano-Madrid" e "Bandido"), comprendendo inoltre il primissimo 45 giri italiano isolato, Anna, la cover di Buonanotte fiorellino di De Gregori, e le tracce Bravi ragazzi e Sono amici, già inserite, in qualità di inediti, nella prima raccolta (di cui queste ultime due furono anche il singolo trainante, rispettivamente come Lato A e come Lato B).
Un'ultima distinzione va necessariamente fatta tra questa raccolta del 1993, che è singola e contiene 16 brani, e quella che uscirà, quasi dieci anni dopo, nel 2002, con il titolo di "I successi di Miguel Bosé", la quale, doppia e con 30 brani, sempre in formato CD, presenta la stessa formula della raccolta singola (brani più o meno noti, sia in italiano che in inglese, appartenenti al periodo 1978-1984). A confondere ulteriormente il tutto, bisogna aggiungere che queste tre raccolte qui menzionate, la prima (solo brani in italiano, con Bravi ragazzi come brano inedito), del 1982, la seconda (singola, con brani in italiano e in inglese), del 1993, e la terza, del 2002 (doppia, con brani in italiano e in inglese), sono tutte pubblicate dalla CBS/Sony/Columbia, il che spiega tra l'altro come mai le ultime due omettano i brani post-1985, successivi cioè al passaggio di Miguel Bosé alla WEA.

## Versione in vinile (1988)
Il titolo I grandi successi di Miguel Bosé era già stato utilizzato, nel 1988, per un Greatest Hits, che aveva seguito la collection del 1982, e che costituiva di fatto la prima raccolta di brani misti in italiano e in inglese, interpretati da Miguel tra il 1979 e il 1984. Il disco conteneva 14 brani, tratti dai primi cinque album italiani di studio del cantante, oltre alla hit che dava il titolo alla raccolta di soli brani in italiano, Bravi ragazzi. Questa prima versione in vinile (poi sostituita dall'edizione in CD, del 1993, con 16 brani e una diversa tracklisting, e diventata perciò una vera e propria rarità per collezionisti molto esigenti), è stata l'unica raccolta di successi di Bosé a contenere il singolo Non siamo soli e Angeli caduti, i due brani portanti dell'album del 1983, "Milano-Madrid" (poi esclusi dalla successiva omonima versione rimaneggiata del 1993, e addirittura dal Best of Miguel Bosé del 1999, l'unico Greatest Hits che riunisce davvero tutti gli altri successi, pubblicati da entrambe le etichette), fino alla pubblicazione della doppia raccolta in CD del 2002, dal simile titolo di "I successi di Miguel Bosé", contenente 30 brani.

## Lista tracce CD
1. Bravi ragazzi 4:05 (Fabrizio, Morra) ("Bravi ragazzi - I grandi successi di Miguel Bosé", 1982)
2. Ce la fai 2:52 (Felisatti, Vaona, Bosé, Escolar, Negrini) ("Singolo", 1981)
3. Olympic games 3:02 (Cutugno, Bosé) ("Miguel", 1980)
4. Credo in te 3:53 (Cogliati, Perales, Bosé) ("Chicas!", 1979)
5. Più sexy 3:20 (Marquez, De Castro, Dapena, Negrini) ("Singolo", 1981)
6. Anna 4:35 (Arbex) ("Miguel Bosé", album Spagna, 1978)
7. Metropoli 3:50 (Felisatti, Vaona, Bosé, Negrini) ("Singolo", 1981)
8. Indio 4:25 (Aldrighetti, Avogadro, Cossu, Ameli) ("Bandido", 1984)
9. Ti amerò 3:24 (Calderon, Bosé, Cogliati) ("Chicas!", 1979)
10. Miraggi 4:03 (Aldrighetti, Avogadro, Colombo, Schiappadori) ("Bandido", 1984)
11. Al di là 3:37 (Dreau, Bosé, Negrini) ("Singolo", 1981)
12. Super Superman 3:32 (Bosé, Felisatti, Vaona) ("Chicas!", 1979)
13. Buonanotte fiorellino 1:48 (De Gregori) ("Bravi ragazzi - I grandi successi di Miguel Bosé", 1982)
14. Gente come noi 4:45 (Morra, Fabrizio) ("Milano-Madrid", 1983)
15. Sono amici 4:40 (Fabrizio, Morra) (Bravi ragazzi - I grandi successi di Miguel Bosé", 1982)
16. Che sia 3:35 (Aldrighetti, Avogadro, Vanni, D'Onofrio, Battaglia, Schiappadori) ("Bandido", 1984)

## Lista tracce vinile
1. Olympic games 3:02 (Cutugno, Bosé) (Miguel, 1980)
2. Siviglia 4:41 (Aldrighetti/Avogadro; Cossu) ("Bandido", 1984)
3. Souh of the Sahara 4:10 (Aldrighetti/Avogadro/Hammill; Vanni/D'Onofrio/Cossu/Colombo) ("Bandido", 1984)
4. Indio 4:25 (Aldrighetti, Avogadro, Cossu, Ameli) ("Bandido", 1984)
5. You can't stay the night 3:58 (Bugatti, Musker) ("Singolo", 1981)
6. If you break my heart 3:25 (Essex, Collier) ("Singolo", 1981)
7. Non siamo soli 4:02 (Morra, Fabrizio) ("Milano-Madrid", 1983)
8. Bravi ragazzi 4:05 (Fabrizio, Morra) ("Bravi ragazzi - I grandi successi di Miguel Bosé", 1982)
9. Miraggi 4:03 (Aldrighetti, Avogadro, Colombo, Schiappadori) ("Bandido", 1984)
10. Credo in te 3:53 (Cogliati, Perales, Bosé) ("Chicas!", 1979)
11. Gente come noi 4:45 (Morra, Fabrizio) ("Milano-Madrid", 1983)
12. Angeli caduti 4:28 (Morra, Fabrizio) ("Milano-Madrid", 1983
13. Give me your love 4:05 (Vaona, Felisatti, Cutter) ("Miguel", 1980)
14. Girls, girls, girls 3:12 (Vaona, Felisatti, Kipner) ("Miguel", 1980)

## Formazione
- Miguel Bosé: voce
- vedere relativi album